# Лец
Лец (рум. Leț) — село у повіті Ковасна в Румунії. Входить до складу комуни Борошнеу-Маре.
Село розташоване на відстані 157 км на північ від Бухареста, 18 км на схід від Сфинту-Георге, 38 км на північний схід від Брашова.

## Населення
За даними перепису населення 2002 року у селі проживали 650 осіб.
Національний склад населення села:
| Національність | Кількість осіб | Відсоток |
| -------------- | -------------- | -------- |
| угорці         | 572            | 88,0 %   |
| румуни         | 47             | 7,2 %    |
| цигани         | 30             | 4,6 %    |

Рідною мовою назвали:
| Мова      | Кількість осіб | Відсоток |
| --------- | -------------- | -------- |
| угорська  | 603            | 92,8 %   |
| румунська | 47             | 7,2 %    |